# Cờ nhanh

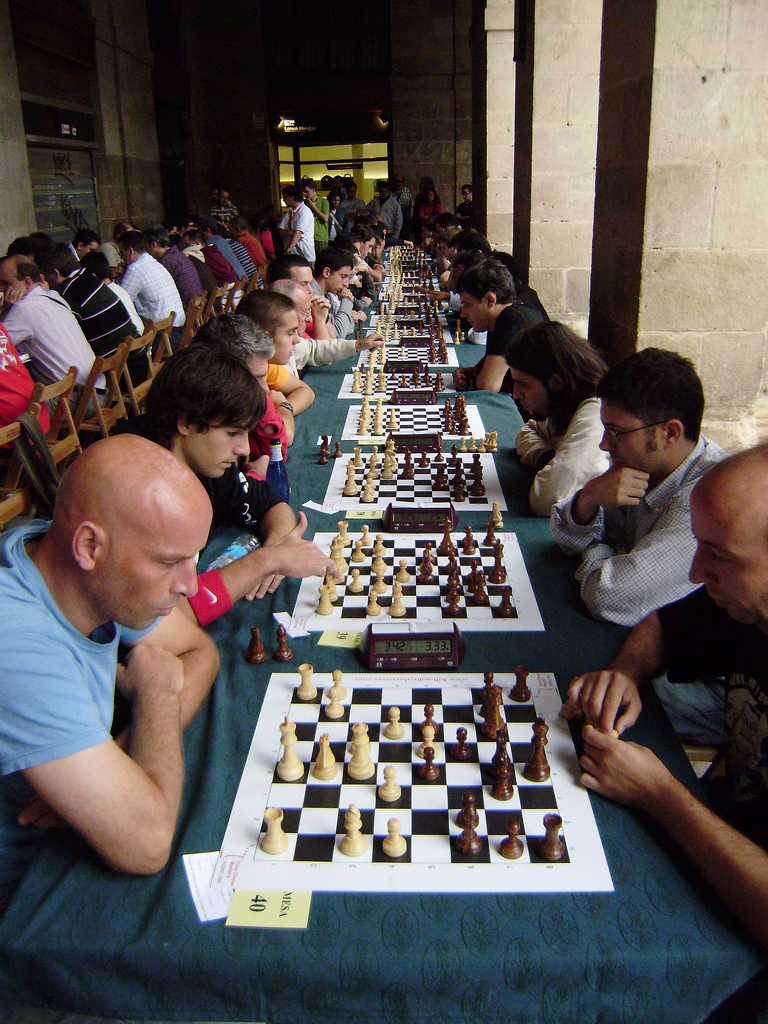
Giải đấu nhanh tại Bilbao Grand Slam

Cờ nhanh (Fast chess) là một thể loại trong cờ vua, bao gồm cờ nhanh (Rapid chess), cờ chớp (Blitz chess) và cờ chớp sinh tử (Armageddon). Mỗi bên sẽ được cho ít thời gian hơn trong mỗi ván đấu, nhiều nhất là 60 phút.
Cờ vua nhanh thể hiện sự nhạy bén trong tư duy một cách nhanh nhất mà con người có thể làm được. Mỗi bên cờ nhanh có thể gồm các thể loại 30 phút, 20 phút, 15 phút dành cho mỗi bên. Người chơi phải cố gắng lướt nhanh bàn cờ và suy nghĩ thật nhanh để không bị thua do hết thời gian, bởi chỉ cần một bên "rụng kim" (hết thời gian) thì xem như thua cuộc, bất kể diễn biến trong ván cờ ra sao (trừ khi bên còn thời gian không còn một quân nào trên bàn cờ, không tính quân vua- thì lúc đó sẽ xử hòa).

## Tổng thể
Cờ nhanh có rất nhiều thể loại riêng tùy theo lượng thời gian được cho trong mỗi ván đấu. Mỗi thể loại cờ nhanh đều sử dụng đồng hồ tính giờ điện tử để tính thời gian. Bao gồm:
- Cờ nhanh (Rapid hoặc Quick): 15 đến 60 phút cho mỗi người chơi, có thể tăng thời gian cho mỗi nước đi (ví dụ tăng 10 giây cho mỗi nước).[1]
- Cờ chớp (Blitz): 15 phút hoặc ít hơn cho mỗi bên. Các ván cờ này thường thuộc loại cái chết bất ngờ (Sudden Death) khi không được tăng thời gian cho mỗi nước đi. Tuy nhiên một số trận đấu có thể tăng một khoảng thời gian nhỏ cho mỗi nước đi (ví dụ 1 hoặc 2 giây) tùy thuộc vào người chơi. Thông dụng nhất là thể loại 3 phút, tăng 2 giây cho một nước đi.
- Cờ siêu chớp (Bullet): 1 đến 3 phút cho mỗi bên. Thông dụng nhất là 2 phút (cộng 1 giây cho mỗi nước) hoặc 1 phút (cộng 2 giây cho mỗi nước). Thể loại này cũng thường được gọi là Lightning.
- Cờ chớp sinh tử (Armageddon): một thể loại cờ chớp chỉ có kết quả thắng hoặc thua. Với Đen, hòa đồng nghĩa với một trận thắng. Để công bằng, Trắng có nhiều thời gian hơn cho mỗi ván (thường bắt đầu với 5 hoặc 6 phút trên đồng hồ, trong khi Đen có ít hơn 1 phút tương ứng). Một số trận đấu cũng thường được tăng một khoảng thời gian nhỏ cho mỗi nước đi (ví dụ tăng 2 giây cho mỗi nước). Cờ chớp sinh tử thường được dùng trong các trận tie-break để quyết định người thắng, thua trong các giải đấu nhanh.
- Lightning: thường được sử dụng để gọi Blitz (cờ chớp) hoặc Bullet, hoặc để gọi chung cho cờ nhanh. Lightning cũng thường được đề cập đến những trận đấu với thời gian cố định cho mỗi nước đi (ví dự 10 giây cho mỗi nước). Lightning còn được đề cập đến thể loại cờ 1 phút.

Trước khi phát minh ra đồng hồ tính giờ điện tử, mỗi trận đấu cờ nhanh hoặc cờ chớp thường là 5 phút cho mỗi bên. Trước khi đồng hồ tính giờ được giới thiệu (trước thập niên 1950), các trận đấu cờ nhanh thường có một trọng tài với nhiệm vụ hô to sau 10 giây.
Năm 1988, Walter Brown thành lập Hiệp hội Cờ chớp Thế giới (World Blitz Chess Association) với tạp chí Cờ chớp (Blitz Chess), giải thể năm 2003.
Trong một vài giải đấu và trận đấu, thứ hạng cuối cùng của các kỳ thủ có thể được quyết định sau một series các trận đấu với lượng thời gian ít dần như một trận tie-break. Trong trường hợp này, 2 trận thường được chơi với cùng khoảng thời gian, mỗi bên được cầm Trắng và Đen một lần. Với việc có ít thời gian cho việc tính toán mỗi nước đi, các trận đấu này thường có kết quả nằm ngoài dự đoán. Người chơi hết thời gian trước sẽ bị xử thua, trừ trường hợp đối thủ không còn khả năng chiếu hết và kết quả sẽ là hòa. "Thua vì thời gian" rất ít xảy ra trong các trận đấu cờ tiêu chuẩn với lượng thời gian dài nhưng lại xảy ra thường xuyên trong cờ nhanh và cờ chớp.
Các trận đấu cờ nhanh tuân theo các quy định của FIDE, trừ khi các giải đấu có những quy định đặc biệt khác. Một quy định cơ bản trong cờ nhanh là nếu một người chơi đi sai, đối thủ có thể chỉ ra và được yêu cầu chiến thắng. Ví dụ nếu một người chơi để vua của mình bị chiếu mà không bảo vệ trong nước đi tiếp theo, đối thủ có thể yêu cầu chiến thắng. Luật này có thể không được áp dụng trong các trận đấu giao hữu. Trường hợp có tranh cãi giữa hai đối thủ với nhau, người chơi phải dừng đồng hồ lại và gọi trọng tài để phân xử.
Từ blitz hay blitzkrieg trong cờ vua có nghĩa là một đợt tấn công nhanh và sớm vào ô f2 hoặc f7, chiếu vua.
Boxing Cờ vua là một thể loại khác, kết hợp cờ nhanh và boxing.
Bullet thường nhanh hơn cờ chớp (blitz). Chiến thuật và kỹ năng chơi cờ chỉ là thứ yếu cho mỗi nước đi nhanh. Các tính toán sâu và chiến lước hầu như không đáng kể. Theo luật của Liên đoàn cờ vua Hoa Kỳ (USCF), bullet không được tính trong bảng xếp hạng. Một kỳ thủ thuộc USCF chỉ được tính điểm trong bảng xếp hạng nếu chơi trận đấu 5 phút hoặc nhiều hơn. Với các thể loại cờ nhanh, một người chơi có thể thắng nhờ diễn biến trên bàn cờ hoặc thắng nhờ đối thủ hết thời gian. Một trận đấu dưới 30 phút ảnh hưởng tới điểm trên bảng xếp hạng cờ nhanh, trên 30 phút sẽ ảnh hưởng tới điểm trên bảng xếp hạng cờ tiêu chuẩn. Nếu trận đấu 30 phút thì sẽ ảnh hưởng cả hai.
Những người chơi có hai sự lựa chọn: hãy chiến thắng khi chưa hết thời gian hoặc đánh cầm chừng để hơn đối phương về thời gian. Với cách chọn đầu tiên, họ nên tập trung vào những lúc cao điểm, tức là khi thế cờ phức tạp ở trung cuộc cần đánh những nước thật chính xác dù phải chấp nhận mất nhiều thời gian để suy nghĩ, đến lúc này họ phải chắc chắn mình hơn đối phương về chất, nếu sau lúc đó thế cờ vẫn ngang nhau thì 70% họ có thể thua thời gian. Nếu họ chọn cách thứ hai, hãy đánh thật nhanh, không cần phải nghĩ "cao siêu" gì hết, tất nhiên họ chỉ để lỗ quân một chút thôi để câu giờ, và họ phải dồn ván cờ vào thế phức tạp, chẳng hạn không chịu đổi quân hay "đóng băng" trung tâm, kéo dài càng lâu càng tốt. Người chơi phải nhìn vào đồng hồ liên tục và phải giữ lại ít nhất một con tốt để có thể giành thắng lợi về thời gian.

## Giải vô địch

### Không chính thức (1970)
Trước năm 1971, các giải cờ vua 5 phút của Liên Xô và Moscow (Liên Xô) đã diễn ra được vài năm với Mikhail Tal, David Bronstein và Tigran Petrosian là các nhà vô địch. Cũng trong năm 1971, Bobby Fischer tham gia một giải đấu cờ chớp ở Câu lạc bộ Cờ vua Manhattan và giành tới 21½/22 điểm. Giải đấu không chính thức đầu tiên "Giải Cờ Tốc độ Thế giới"(Speed Chess Championship of the World) hay ("Giải Vô địch Cờ chớp Thế giới" - World Blitz Championship) được tổ chức tại Herceg Novi vào 8 tháng 4 năm 1970. Giải được tổ chức ngay sau trận đấu đầu tiên giữa trận đấu Liên Xô và Phần còn lại của Thế giới (Rest of the World) (ở Belgrade) với 10 kỳ thủ tham dự. 11 đại kiện tướng và 1 kiện tướng tham dự trong một giải đấu vòng tròn, 2 lượt. Bobby Fischer giành chức vô địch với 19/22 điểm. Fischer có 17 thắng, 4 hòa và 1 thua (trước Viktor Korchnoi). Mikhail Tal đứng thứ hai với 4½ điểm kém Fischer. Fischer thắng cả hai trận với Tal, Tigran Petrosian và Vasily Smyslov, đều là những cựu vô địch cờ vua Thế giới
Kỳ thủ tham gia và điểm
- Bobby Fischer 19
- Mikhail Tal 14½
- Viktor Korchnoi 14
- Tigran Petrosian 13½
- David Bronstein 13
- Vlastimil Hort 12
- Milan Matulović 10½
- Vassily Smyslov 9½
- Sammy Reshevsky 8½
- Wolfgang Uhlmann 8
- Borislav Ivkov 7½
- Predrag Ostojić 2[6][7]

### Vô địch Cờ chớp Thế giới
| #  | Tên                | Quốc tịch | Năm  |
| -- | ------------------ | --------- | ---- |
| 1  | Bobby Fischer      | Hoa Kỳ    | 1970 |
| 2  | Garry Kasparov     | Liên Xô   | 1987 |
| 3  | Mikhail Tal        | Liên Xô   | 1988 |
| 4  | Viswanathan Anand  | Ấn Độ     | 2000 |
| 5  | Alexander Grischuk | Nga       | 2006 |
| 6  | Vassily Ivanchuk   | Ukraine   | 2007 |
| 7  | Leinier Domínguez  | Cuba      | 2008 |
| 8  | Magnus Carlsen     | Na Uy     | 2009 |
| 9  | Levon Aronian      | Armenia   | 2010 |
| 10 | Alexander Grischuk | Nga       | 2012 |
| 11 | Lê Quang Liêm      | Việt Nam  | 2013 |
| 12 | Magnus Carlsen     | Na Uy     | 2014 |
| 13 | Alexander Grischuk | Nga       | 2015 |
| 14 | Sergey Karjakin    | Nga       | 2016 |
| 15 | Magnus Carlsen     | Na Uy     | 2017 |

### Vô địch Cờ nhanh Thế giới
| #  | Tên                   | Quốc tịch  | Năm  |
| -- | --------------------- | ---------- | ---- |
| 1  | Garry Kasparov        | Nga        | 2001 |
| 2  | Viswanathan Anand     | Ấn Độ      | 2003 |
| 3  | Levon Aronian         | Armenia    | 2009 |
| 4  | Gata Kamsky           | Hoa Kỳ     | 2010 |
| 5  | Sergey Karjakin       | Nga        | 2012 |
| 6  | Shakhriyar Mamedyarov | Azerbaijan | 2013 |
| 7  | Magnus Carlsen        | Na Uy      | 2014 |
| 8  | Magnus Carlsen        | Na Uy      | 2015 |
| 9  | Vassily Ivanchuk      | Ukraina    | 2016 |
| 10 | Viswanathan Anand     | Ấn Độ      | 2017 |

## Câu nói nổi tiếng
Rất nhiều kỳ thủ cờ vua chuyên nghiệp không coi cờ nhanh, cờ chớp và bullet một cách nghiêm túc như cờ tiêu chuẩn. Có một vài câu nói nổi tiếng của các kỳ thủ hàng đầu:
"Một người có thể đánh mất thói quen tập trung vài giờ trong các trận đấu nghiêm túc nếu chơi cờ nhanh. Đó là lý do tại sao nếu một người muốn thăng tiến nhanh, anh ta nên hạn chế chơi cờ nhanh." - Vladimir Kramnik
"Như những chú chó thường khụt khịt mỗi khi gặp nhau, các kỳ thủ thường có một quy tắc khi mới lần đầu gặp nhau: họ ngồi xuống và chơi cờ tốc độ." - Anatoly Karpov
"Vâng, tôi có chơi cờ chớp một lần. Đó là trên một chuyến tàu vào năm 1929." - Mikhail Botvinnik
"Ai mà phân tích các ván cờ chớp thật ngu ngốc." - Rashid Nezhmetdinov
"Cờ chớp giết chết ý tưởng của bạn." - Bobby Fischer
"Thú thực, tôi coi cờ bullet hơi trẻ con, và do đó tôi không bao giờ chơi nó." - Vladimir Kramnik
"Cờ chớp - chỉ là thú vui mà thôi." - Vladimir Kramnik